# Lista de senhores de Paiva
Este anexo é composto pela lista de Senhores de Castelo de Paiva.
- D. Rui Vasques Pereira, senhor de Paiva e Baltar (c. 1310 -?);
- D. João Rodrigues Pereira, senhor de Paiva, Baltar e Cabeceiras de Basto (c. 1340 -?);